# (1204) Renzia
(1204) Renzia es el asteroide número 1204 perteneciente a los asteroides que cruzan la órbita de Marte. Fue descubierto por el astrónomo Karl Wilhelm Reinmuth desde el observatorio de Heidelberg, el 6 de octubre de 1931. Su designación alternativa es 1931 TE. Está nombrado en honor del astrónomo alemán Franz Robert Renz (1860-1942).